# 索罗尔圣约翰教堂
索罗尔圣约翰教堂是建於5或6世纪的亞美尼亞禮天主教會教堂，位於伊朗東亞塞拜然省索羅爾。於1840年重建。1968年被列入伊朗国家遗产名录，注册ID为766。